# Griselda Blanco
Griselda Blanco, znana również jako: La Madrina, Czarna Wdowa, Kokainowa Matka Chrzestna, Dama Mafii, Królowa Handlu Narkotykowego (ur. 15 lutego 1943 w Cartagenie de Indias, zm. 3 września 2012 w Medellínie) – kolumbijska baronessa narkotykowa Kartelu z Medellín, pionierka kokainowego szlaku narkotykowego w Miami oraz podziemia lat 70. i wczesnych lat 80.
Była kluczowym członkiem Kartelu z Medellín, jednakże później się z nim skonfliktowała, gdy  zamordowała Martę Saldarriagi Ochoa. Marta należała do rodziny Ochoa, która stanowiła część Kartelu z Medellín i została zabita, ponieważ Griselda Blanco nie chciała jej zapłacić za wykonany przemyt kokainy. Blanco postanowiła ogłosić, że przemycany towar nigdy do niej nie dotarł, a Marta zniknęła z całym zamówieniem. Kiedy odnaleziono ciało Marty nieopodal jednej z wiejskich dróg na Florydzie, wszystkie podejrzenia padły na Griseldę Blanco – z tego powodu musiała się ona nieustannie ukrywać.

## Życiorys
Urodziła się w Cartagenie de Indias na północnym wybrzeżu Kolumbii. Kiedy miała trzy lata, razem z matką, Aną Lucíą Restrepo, przeprowadziła się do Medellín.
Charles Cosby, były kochanek Blanco, w filmie dokumentalnym Kokainowi kowboje 2 opowiedział ze szczegółami, że kobieta w wieku 11 lat rzekomo porwała dla okupu i zastrzeliła dziecko pochodzące z bogatej dzielnicy miasta. Blanco już jako dziecko była kieszonkowcem, a w wieku 14 lat uciekła z domu matki, która podobno znęcała się nad nią fizycznie. Do 20. roku życia zajmowała się prostytucją w Medellín. W późniejszym okresie wyszła za swojego pierwszego męża, Carlosa Trujillo, z którym miała trzech synów: Dixona, Ubera i Osvalda.
Była osobą otwarcie biseksualną.

### Biznes narkotykowy
Odegrała główną rolę w historii handlu narkotykami w Miami i wielu innych miastach Stanów Zjednoczonych.
W połowie lat 70. XX wieku wraz ze swoim drugim mężem, Alberto Bravo, wyemigrowała do Stanów Zjednoczonych, osiedlając się w Queens, gdzie rozwinęli biznes kokainowy. W kwietniu 1975 została oskarżona o federalny spisek narkotykowy wraz z 30 swoich podwładnych. Jak dotąd jest to największa w historii sprawa związana z kokainą. Zanim Blanco została aresztowana, uciekła do Kolumbii, jednak pod koniec lat 70. powróciła do Miami.

#### Wojna narkotykowa w Miami
Powrót Blanco do Stanów Zjednoczonych rozpoczął pasmo masowych morderstw. Blanco była zamieszana w wiele porachunków gangsterskich powiązanych z narkotykami. Wydarzenia te nazywane były wojną narkotykową w Miami lub wojnami kokainowych kowbojów. Miały one miejsce pod koniec lat 70. i na początku 80., kiedy kokaina stopniowo wypierała marihuanę.
W atmosferze bezprawia i korupcji, głównie spowodowanych działaniami Blanco, gangsterzy zaczęli być powszechnie nazywani „Kokainowymi Kowbojami”, a ich działalność oparta na przemocy – „wojną narkotykową w Miami”.
Sieć dystrybucji Blanco rozciągająca się na całe Stany Zjednoczone zarabiała około 80 milionów dolarów amerykańskich miesięcznie.
Blanco używała przemocy wobec swoich rywali bądź kogokolwiek innego, kto ją zirytował, co w 1984 doprowadziło do kilku prób zamordowania szefowej mafii. Przeprowadziła się do Kalifornii, by uniknąć zamachów na jej życie.

### Areszt
20 lutego 1985 została aresztowana we własnym domu przez Drug Enforcement Administration. Zatrzymana bez możliwości wpłacenia kaucji, została skazana na ponad dziesięć lat pozbawienia wolności. Będąc w więzieniu, nadal prowadziła swój kokainowy interes. Wywierając presję na jednym z poruczników Griseldy Blanco, Stanowe Biuro Prawne w Miami-Dade uzyskało wystarczające dowody, by oskarżyć Blanco o trzy morderstwa. Jednakże sprawa została anulowana – w dużej mierze ze względów proceduralnych – a Blanco została wypuszczona z więzienia i deportowana do Kolumbii w 2004. Przed śmiercią w 2012, ostatni raz widziano ją w porcie lotniczym Bogota-El Dorado 13 maja 2007.

### Rodzina
Miała czterech synów. Trzech z nich zostało zamordowanych krótko po odbyciu wyroków pozbawienia wolności w Stanach Zjednoczonych – poprzedzających deportacje do Kolumbii. Najmłodszego syna, Michaela Corleone Blanco, miała ze swoim kochankiem, Darío Sepúlvedą. Para nie mogła dojść do porozumienia w sprawie opieki nad dzieckiem. Sepúlveda opuścił ją w 1983, wracając do Kolumbii i zabierając ze sobą ich syna. Blanco zapłaciła za to, by jej były kochanek został zamordowany, a syn Michael wrócił do niej do Miami. Plan się powiódł. Według Miami New Times, „Bracia i ojciec Michaela zostali zabici jeszcze zanim osiągnął on dorosłość. Jego matka przebywała w więzieniu przez większość jego dzieciństwa i nastoletniości, a wychowywany był przez babcię od strony ojca oraz opiekunów prawnych”.
W 2012 jej ostatni żyjący syn, Michael Corleone Blanco, został ukarany aresztem domowym za przemyt kokainy oraz uczestnictwo w spisku przemytniczym.

### Śmierć
W nocy 3 września 2012 została zabita w Medellín przez przejeżdżającego obok niej motocyklistę. Sprawca dwukrotnie strzelił jej w głowę, powodując śmierć. Zmarła w wieku 69 lat.

## Kultura popularna
Jest jedną z głównych postaci filmów dokumentalnych: Kokainowi kowboje (2006) i Kokainowi kowboje 2 (2008).
W 2010 raperka Jacki-O nagrała utwór „Griselda Blanco, La Madrina”, który stanowił odę do stylu życia i charakteru Blanco. Syn Griseldy, Michael Corleone Blanco, wydał pozwolenie na promocję utworu.
Blanco odegrała znaczącą rolę w książce Jona Robertsa pt. American Desperado z 2011.
Postać Griseldy odgrywana jest przez aktorkę Anę Serradillę w telenoweli La Viuda Negra (2014), serialowej adaptacji książki La Patrona de Pablo Escobar de José Guarnizo.
Postać bezwzględnej szefowej mafii (odgrywanej przez Jadę Pinkett Smith), Fish Mooney, z serialu Gotham wzorowana jest na Blanco.
W filmie Kokainowa Matka Chrzestna rolę Blanco zagrała Catherine Zeta-Jones. W serialu telewizyjnym Comedy Central pt. Drunk History (sezon 3, odcinek 2, Miami) Dan Harmon opowiada historię początku i schyłku kariery Blanco; postać Blanco odgrywa Maya Rudolph. W serialu Netflix Griselda (2023) w tytułową rolę wcieliła się Sofía Vergara.